# 暈影

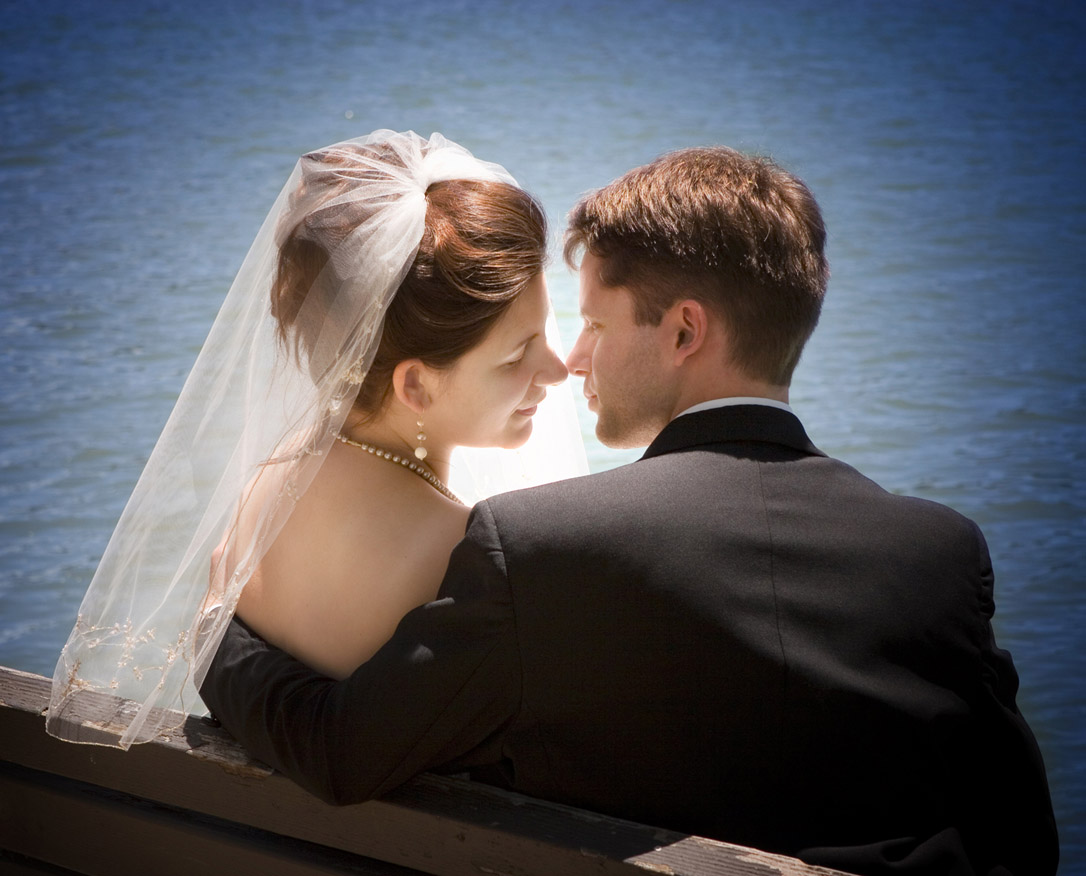
暈影經常會被加入圖像內以襯托中心的主體，並且在實際上構築出圖像中心的部分。

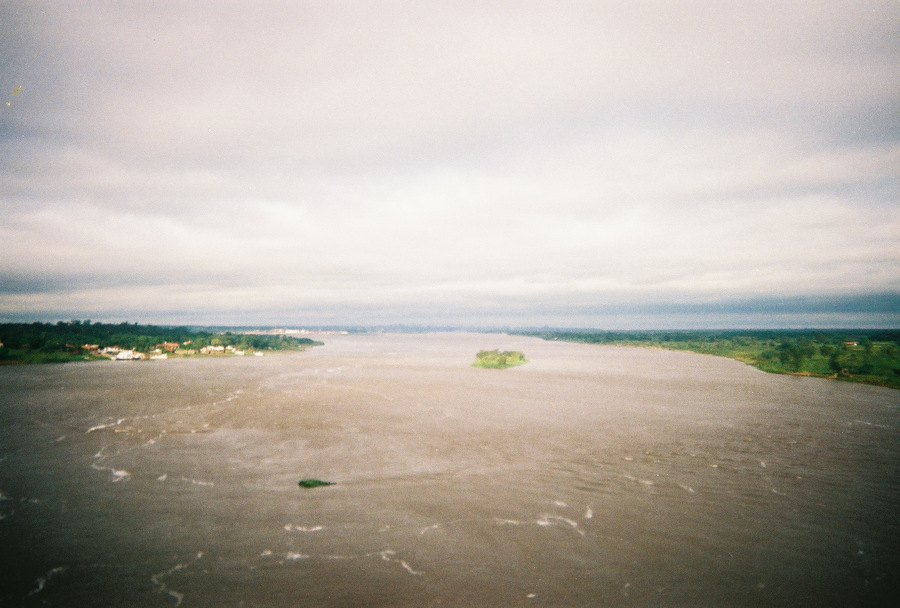
在照片中呈現出暈影的例子。

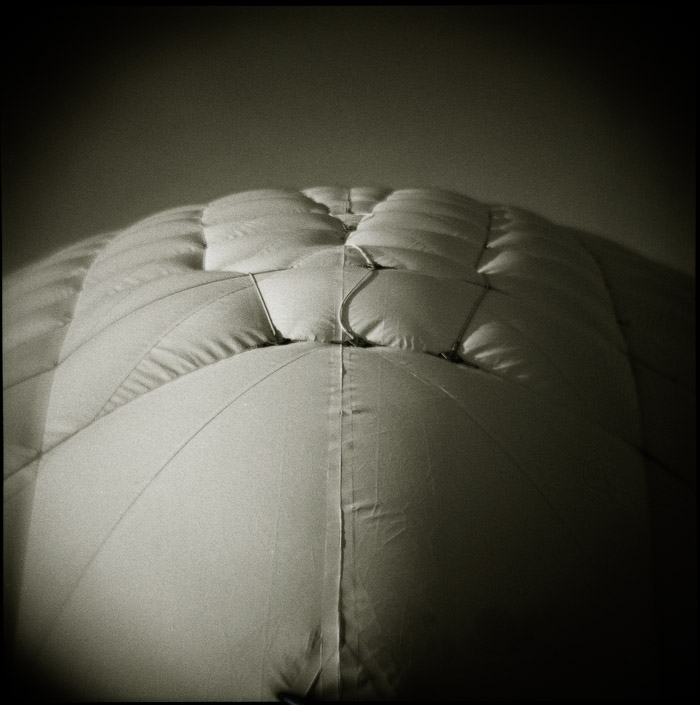
如同這張由猴哥（Holga）照相機拍攝的照片，出現暈影是玩具照相機普遍的特性。

在攝影和光學领域内，暈影或暗角是指圖像的外圍部分的亮度或飽和度比中心區域低。暈影的出現通常是因為相機的設定和鏡頭的限制因素等，認為是不希望得到的和非故意的效果，然而，有時卻因為需要創意風格而刻意加入，例如引起對圖像中心區的注意。攝影師也會故意選擇能產生暈影的鏡頭來製造特效，也可以使用特別的濾鏡或以後期處理來製造暈影。
暈影的英文源自法語，最初是指書本的裝飾邊，後來則用於描述中間清晰而逐漸消失在邊緣的照片。在投影屏上投影出來的照片或者影片也有相類似的效果。

## 成因
西德尼·F·雷曾在《應用攝影光學》（Applied photographic optics）一書中歸納了暈影的幾種類型：
- 機械暈影
- 光學暈影
- 自然暈影
- 像素暈影（只針對數位影像）

### 機械暈影
當從目標物的離軸部分發出的光束被外在的物體阻擋時，例如過濃或過多的過濾器、次要的透鏡或不當的遮光罩等，機械暈影就會產生。依據鏡頭開口的大小，角落的變暗可以是突然的或是漸進的。機械暈影也可能是變成完全一片的黑暗。

### 光學暈影
這一類型的暈影是由一個或多個透鏡的實際尺寸造成的，後方的元件被前方的元件所遮蔽，導致前端透鏡離軸的有效入射光減少，結果是光的強度由圖像中心向周圍逐漸減弱。光學暈影對鏡頭的開口相當敏感，只要適當的調整光圈就可以消除，通常縮小2至3格就可以完全消除。

### 自然暈影
不同於前述的類型，自然暈影（亦稱自然照明下降）不能歸咎於光線被遮擋，而減退趨近於cos4或是「餘弦四次方」定律使照度下降。此處，光線以入射底片或感應器陣列角度的餘弦4次方比例下降。廣角測距儀的設計和用於袖珍照相機鏡頭的設計，特別容易造成自然暈影的產生。望遠鏡頭、使用於單鏡反光相機焦點後移的照相機、和遠心鏡頭的設計，通常都能免除自然暈影的煩惱。自然暈影不能利用縮小光圈來消除，只能使用漸層灰階濾鏡或後製做的加工處理來消除。

### 像素暈影
畫素暈影只會影響數位照相的映像點，是因為現代數位相機的物理深度造成光子井爭奪光子造成的。就像日正當中時有較多的陽光能照到井底，垂直入射的光比斜射的光有更多的機會照到光子井的底部；當轉換感測器的數據成為標準的格式時，像是JPEG或TIFF，多數的數位相機使用固定的圖像處理程序來補償光學暈影和映像點的暈影。在感測器上使用微透鏡也能減少映像點產生暈影的作用。

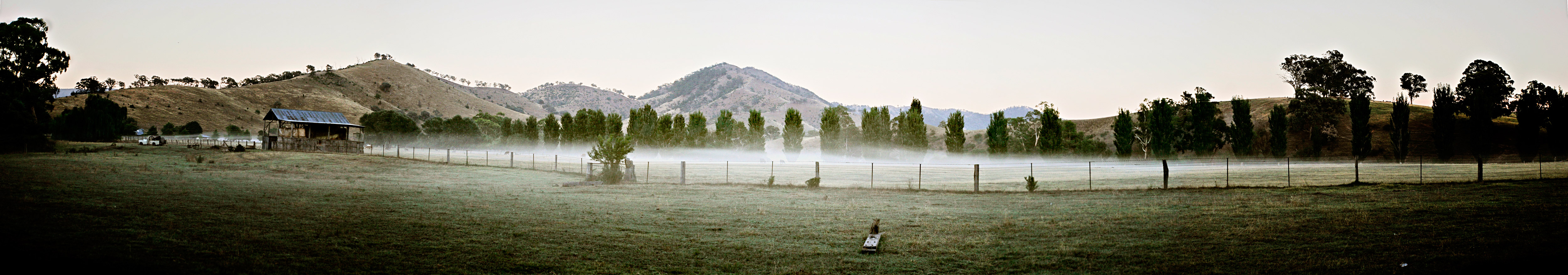
暈影也能運用在藝術作品上，例如在全景展示上。

## 脚注与參考文献
1. ↑  Sidney F. Ray, Applied photographic optics, 3rd ed., Focal Press (2002).

- Van Walree's webpage on vignetting uses some unorthodox terminology but illustrates very well the physics and optics of mechanical and optical vignetting.
- Peter B. Catrysse, Xinqiao Liu, and Abbas El Gamal: QE Reduction due to Pixel Vignetting in CMOS Image Sensors （页面存档备份，存于）；in Morley M. Blouke, Nitin Sampat, George M. Williams, Jr., Thomas Yeh (ed.): Sensors and Camera Systems for Scientific, Industrial, and Digital Photography Applications, Proceedings of SPIE, vol. 3965 (2000).
- Yuanjie Zheng, Stephen Lin, and Sing Bing Kang, Single-Image Vignetting Correction （页面存档备份，存于）；IEEE Conference on Computer Vision and Pattern Recognition 2006